# Associació Mundial de Diaris i Editors de Premsa
LAssociació Mundial de Diaris i Editors de Premsa és una entitat sense afany de lucre que agrupa les associacions de diaris de diferents països i agències de notícies, amb representació a més de 100 països. Té com a objectius la promoció de la col·laboració entre publicacions i la defensa de la llibertat de premsa, així com estudiar el món del periodisme i les noves tendències. L'actual director en cap és Christoph Riess. Atorga anualment el premi de la pluma d'or de la llibertat als professionals de la comunicació que han de desenvolupar la seva tasca en circumstàncies difícils. També estimula la lectura de la premsa a l'escola com una forma d'educació crítica i de desenvolupament de la competència lingüística dels alumnes.